# Rów Jabłonkowski
Rów Jabłonkowski (czes. Jablunkovská brázda) – mezoregion pomiędzy Beskidem Morawsko-Śląskim a Beskidem Śląskim.
Obszar Rowu Jabłonkowskiego wynosi 74 km², średnia wysokość 441,9 m.
Rozpościera się od Przełęczy Jabłonkowskiej aż po Trzyniec (Rów Trzyniecki). Rowem Jabłonkowskim płynie rzeka Olza, do której uchodzą liczne strumienie i potoki z okalających gór.
W obrębie mezoregionu zlokalizowane są dwa mikroregiony:
- Wysoczyzna Nawsia (od wsi Nawsie, czes. Náveská pahorkatina)
- Płaskowyż Milikowski (od wsi Milików, czes. Milíkovská plošina)